# Bogdan Dębicki

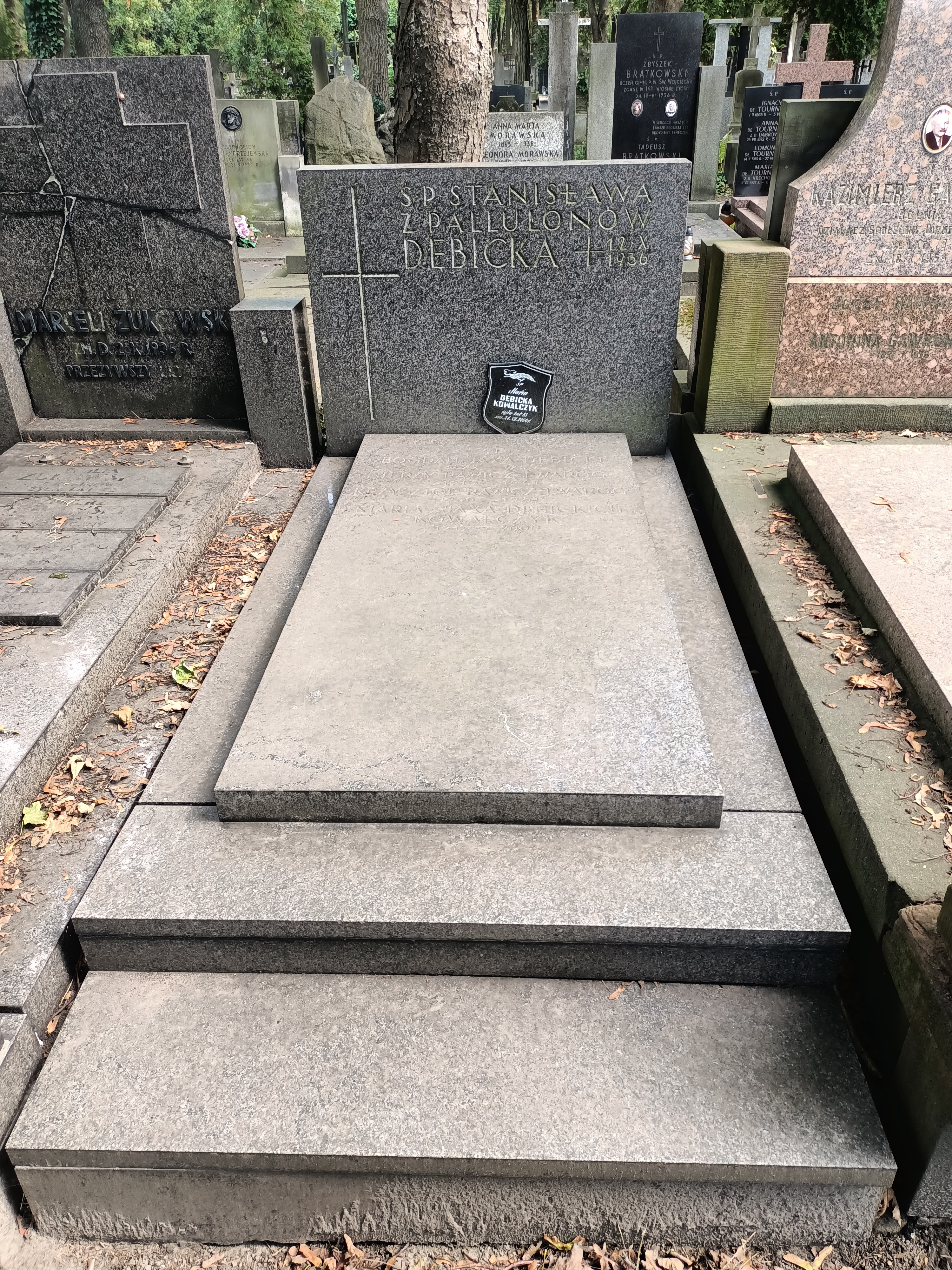
Nagrobek Bogdana Dębickiego na cmentarzu powązkowskim

Bogdan (Bohdan) Jaxa-Dębicki herbu Gryf (ur. 22 października 1872 w Warszawie, zm. 1940 tamże) – inżynier technolog, działacz Polskiej Partii Socjalistycznej, urzędnik celny.

## Biogram
Uczył się w szkole średniej Wojciecha Górskiego w Warszawie. W latach 1889–1891 zakładał kółka samokształceniowe o profilu socjalistycznym. Wydalony ze szkoły wyjechał do Kijowa, gdzie ukończył szkołę realną. W tym okresie był członkiem partii socjalistów-rewolucjonistów. Następnie w latach 1893-1900 studiował w  Instytucie Technologicznym w Petersburgu. Podczas studiów był aktywnym członkiem komitetu  miejscowego petersburskiej organizacji PPS. Wraz z Ksawerym Praussem zajmował się przerzutem nielegalnej socjalistycznej bibuły do Petersburga przez granicę finlandzką. Zdobył także w 1899 memoriał ks. Aleksandra Imertyńskiego, następnie wydrukowany przez Józefa Piłsudskiego w Londynie, co skompromitowało rząd rosyjski. Był wraz z Aleksandrem Sulkiewiczem jednym z współorganizatorów przygotowanej ucieczki Józefa Piłsudskiego z petersburskiego szpitala św. Mikołaja Cudotwórcy 14 maja 1901. Po ukończeniu studiów w 1900 na polecenie CKR PPS wstąpił do rosyjskiej służby celnej. Przez następne 15 lat organizował przez kordon graniczny m.in. w Lipawie na Łotwie przerzut nielegalnej literatury a w latach Rewolucji 1905 także broni na potrzeby Polskiej Partii Socjalistycznej. Podczas I wojny światowej został ewakuowany do Archangielska. Po rewolucji rosyjskiej w latach 1917-1919 był przewodniczącym polskiego komitetu obywatelskiego działającego na rzecz tworzenia polskich formacji wojskowych na Murmaniu. Podczas ewakuacji polskich oddziałów z Archangielskiego był pełnomocnikiem polskiego dowództwa dla ewakuacji rodzin wojskowych.
Po powrocie do kraju był najpierw dyrektorem Urzędu Celnego na Śląsku a następnie dyrektorem Departamentu Cel w Ministerstwie Skarbu, potem komisarzem nadzwyczajnym dla zwalczania nielegalnego przywozu towarów z zagranicy i dyrektorem Urzędu Celnego we Lwowie. W 1933 przeszedł w stan spoczynku. Pochowany na cmentarzu Powązkowskim w Warszawie (kwatera 299 a, rząd 4, miejsce 11).

### Odznaczony
- Krzyż Niepodległości
- Krzyż Kawalerski Orderu Odrodzenia Polski

## Życie prywatne
Urodził się w rodzinie ziemiańskiej z Wołynia. Syn przemysłowca i właściciela fabryk Gustawa Rajmunda (1838-1903) i Aleksandry z Kowalskich (1849-1933). Miał brata poetę młodopolskiego i dziennikarza Zdzisława (1871-1931)